# Костин Лог

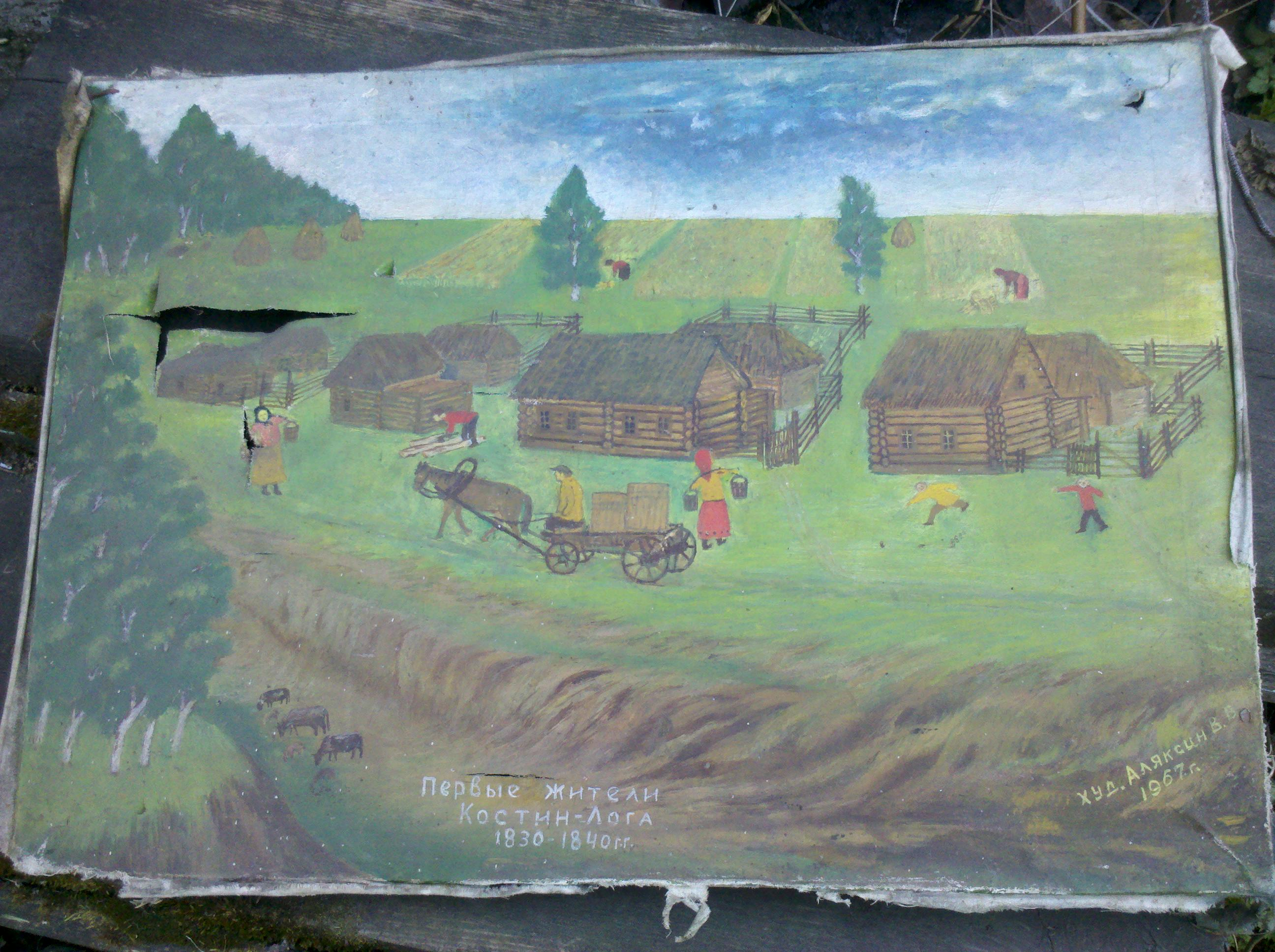
с. Костин Лог картина первые жители села Костин Лог 1830—1840, худ. Аляксин В. В. 1967 г.

Костин Лог. Центральная улица.

Ко́стин Лог — село в Мамонтовском районе Алтайского края России. Входит в Костино-Логовской сельсовет.

## Географическое положение и природные условия
Расположено на Приобском плато, к западу, северо-западу от озёр Бахматовское и Среднее. Село примыкает к Барнаульскому ленточному бору.
По северо-восточной окраине села проходит автодорога регионального значения Алейск — Павлодар (Р371). 

## История
Село было основано в 1879 году. Первые архивные сведения о численности населения содержатся в переписи 1893 года, где указано, что в деревне Костин Лог проживало 839 человек (428 мужчин и 411 женщин) в 263 дворах. 
Снятие ограничений для переселения в Алтайский горный округ  крестьян из западных губерний России привело к резкому росту численности населения в алтайских деревнях, в том числе и во вновь образованных. По данным Всероссийской переписи 1897 года, когда деревня Костин Лог относилась к Боровской волости Барнаульского уезда Томской губернии  в ней проживало 2643 человека(1351—мужчины, 1292—женщины) в 406 дворах. В деревне уже была подготовительная школа, две мелочные лавки и питейное заведение.
В 2019 году село стало широко известно за пределами края благодаря Фёдору Смолову, который перевёл на ремонт крыши местного Дома культуры 400 000 рублей, завершив кампанию по сбору средств на реставрацию. Костинлоговский Дом Культуры получит имя футболиста.

## Население
| 1926  | 1997  | 1998  | 1999  | 2000  | 2001  |
| ----- | ----- | ----- | ----- | ----- | ----- |
| 2978  | ↘1533 | ↘1523 | ↗1530 | ↗1531 | ↘1463 |
| 2002  | 2003  | 2004  | 2005  | 2006  | 2007  |
| ↘1417 | ↗1426 | ↗1433 | ↘1322 | ↗1355 | ↘1342 |
| 2008  | 2009  | 2010  | 2011  | 2012  | 2013  |
| ↘1290 | ↗1340 | ↘1307 | ↗1308 | ↘1298 | ↘1263 |
| 2014  | 2015  | 2016  | 2017  | 2018  | 2019  |
| ↘1211 | ↘1201 | ↗1209 | ↘1198 | ↗1204 | ↘1188 |
| 2020  | 2021  |       |       |       |       |
| ↘1174 | ↘1133 |       |       |       |       |

## Известные уроженцы
Маслов, Куприян Григорьевич (1893—1979) — деятель ВЧК-ОГПУ, в 1935—1938 гг. — Директор Государственной Оружейной палаты.